# WWOX
WWOX (англ. WW domain containing oxidoreductase) – білок, який кодується однойменним геном, розташованим у людей на короткому плечі 16-ї хромосоми. Довжина поліпептидного ланцюга білка становить 414 амінокислот, а молекулярна маса — 46 677.
| 10         |  | 20         |  | 30         |  | 40         |  | 50         |
| ---------- |  | ---------- |  | ---------- |  | ---------- |  | ---------- |
| MAALRYAGLD |  | DTDSEDELPP |  | GWEERTTKDG |  | WVYYANHTEE |  | KTQWEHPKTG |
| KRKRVAGDLP |  | YGWEQETDEN |  | GQVFFVDHIN |  | KRTTYLDPRL |  | AFTVDDNPTK |
| PTTRQRYDGS |  | TTAMEILQGR |  | DFTGKVVVVT |  | GANSGIGFET |  | AKSFALHGAH |
| VILACRNMAR |  | ASEAVSRILE |  | EWHKAKVEAM |  | TLDLALLRSV |  | QHFAEAFKAK |
| NVPLHVLVCN |  | AATFALPWSL |  | TKDGLETTFQ |  | VNHLGHFYLV |  | QLLQDVLCRS |
| APARVIVVSS |  | ESHRFTDIND |  | SLGKLDFSRL |  | SPTKNDYWAM |  | LAYNRSKLCN |
| ILFSNELHRR |  | LSPRGVTSNA |  | VHPGNMMYSN |  | IHRSWWVYTL |  | LFTLARPFTK |
| SMQQGAATTV |  | YCAAVPELEG |  | LGGMYFNNCC |  | RCMPSPEAQS |  | EETARTLWAL |
| SERLIQERLG |  | SQSG       |  |            |  |            |  |            |

A: Аланін

C: Цистеїн

D: Аспарагінова кислота

E: Глутамінова кислота

F: Фенілаланін

G: Гліцин

H: Гістидин

I: Ізолейцин

K: Лізин

L: Лейцин

M: Метіонін

N: Аспарагін

P: Пролін

Q: Глутамін

R: Аргінін

S: Серин

T: Треонін

V: Валін

W: Триптофан

Кодований геном білок за функціями належить до оксидоредуктаз, фосфопротеїнів. 
Задіяний у таких біологічних процесах, як апоптоз, сигнальний шлях Wnt, альтернативний сплайсинг. 
Білок має сайт для зв'язування з НАДФ. 
Локалізований у цитоплазмі, ядрі, мітохондрії, апараті гольджі.